# Nguyễn Thị Hà
Nguyễn Thị Hà (4 de julio de 1990) es una deportista vietnamita que compitió en taekwondo. Ganó una medalla de bronce en los Juegos Asiáticos de 2014, y dos medallas de plata en el Campeonato Asiático de Taekwondo en los años 2014 y 2016.

## Palmarés internacional
| Juegos Asiáticos    | Juegos Asiáticos        | Juegos Asiáticos  | Juegos Asiáticos |
| Año                 | Lugar                   | Medalla           | Categoría        |
| ------------------- | ----------------------- | ----------------- | ---------------- |
| 2014                | Incheon (Corea del Sur) | Medalla de bronce | –67 kg           |
| Campeonato Asiático |                         |                   |                  |
| Año                 | Lugar                   | Medalla           | Categoría        |
| 2014                | Taskent (Uzbekistán)    | Medalla de plata  | –67 kg           |
| 2016                | Pásay (Filipinas)       | Medalla de plata  | –67 kg           |